# 前山城 (信濃国)
前山城（まえやまじょう）は、長野県佐久市にあった日本の城（山城）。

## 歴史
文明年間に伴野荘地頭の伴野光利（伴野氏）が要害の地を求めて同郡野沢の伴野氏館から移って築城した。天文9年（1540年）に前山伴野氏は武田信虎に臣従し、武田氏の居城の一つに属し、東信濃侵攻の拠点となった。天正10年（1582年）の天正壬午の乱では、後北条氏に属していた前山伴野氏は徳川方の依田信蕃によって攻められ、落城した。

## 概要
蓼科山の支脈の突端を利用した堅固な山城で、本丸、二の丸、三の丸が一直線に連なり、北は断崖、東と南は急斜面で7箇所の曲輪が設けられ、西の尾根続きは堀切によって防禦線が造られている。頂上の本丸からは佐久盆地の大半を一望する。城の北東には「物見塚（宿城）」と呼ばれる岩山があり、これより東方一体は湿地帯であったとされ、西の城山まで土居と空堀があった。
現在、城址は公園として整備されている。